# 斜背車

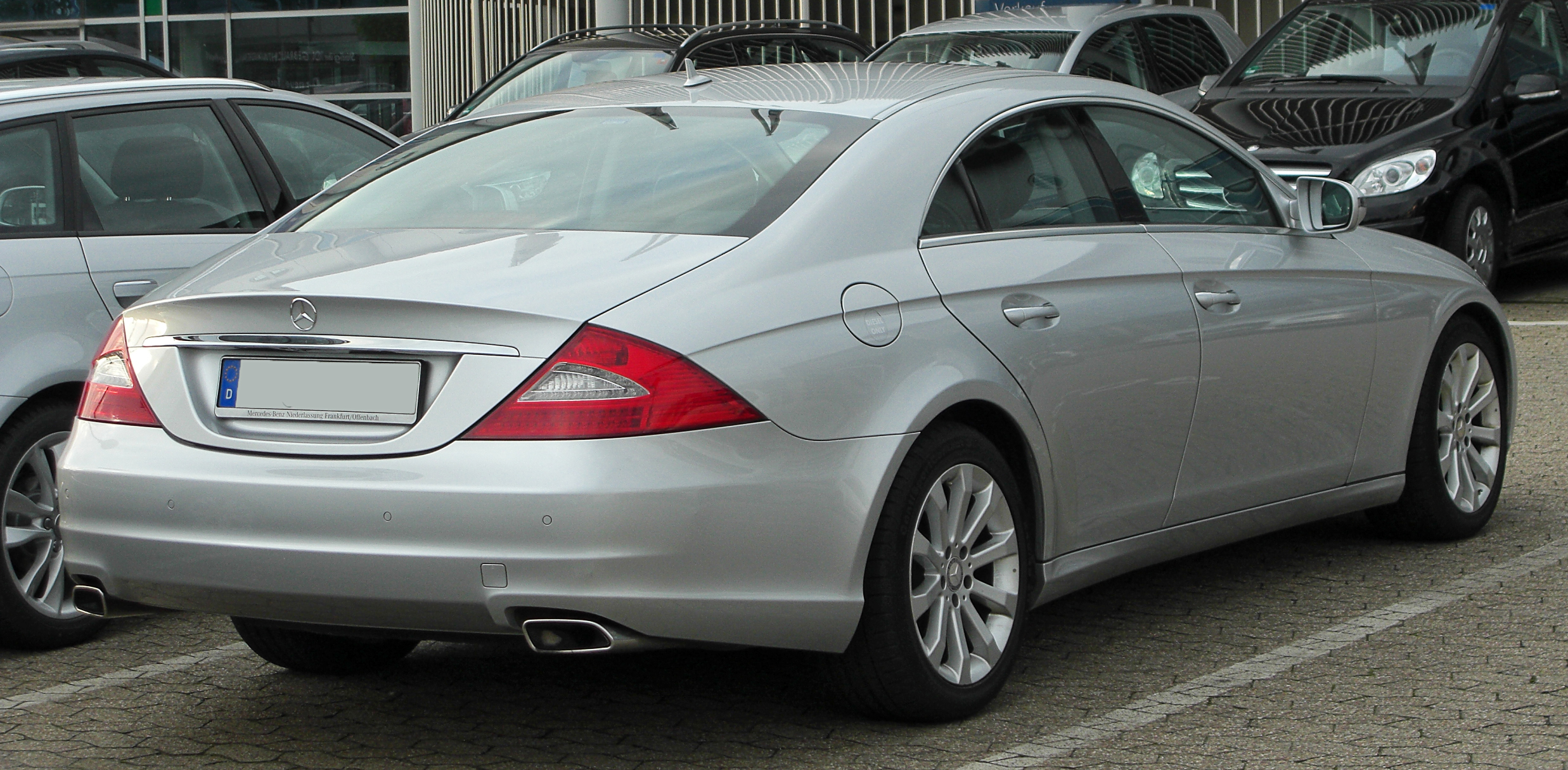
賓士CLS55是現代斜背車的代表

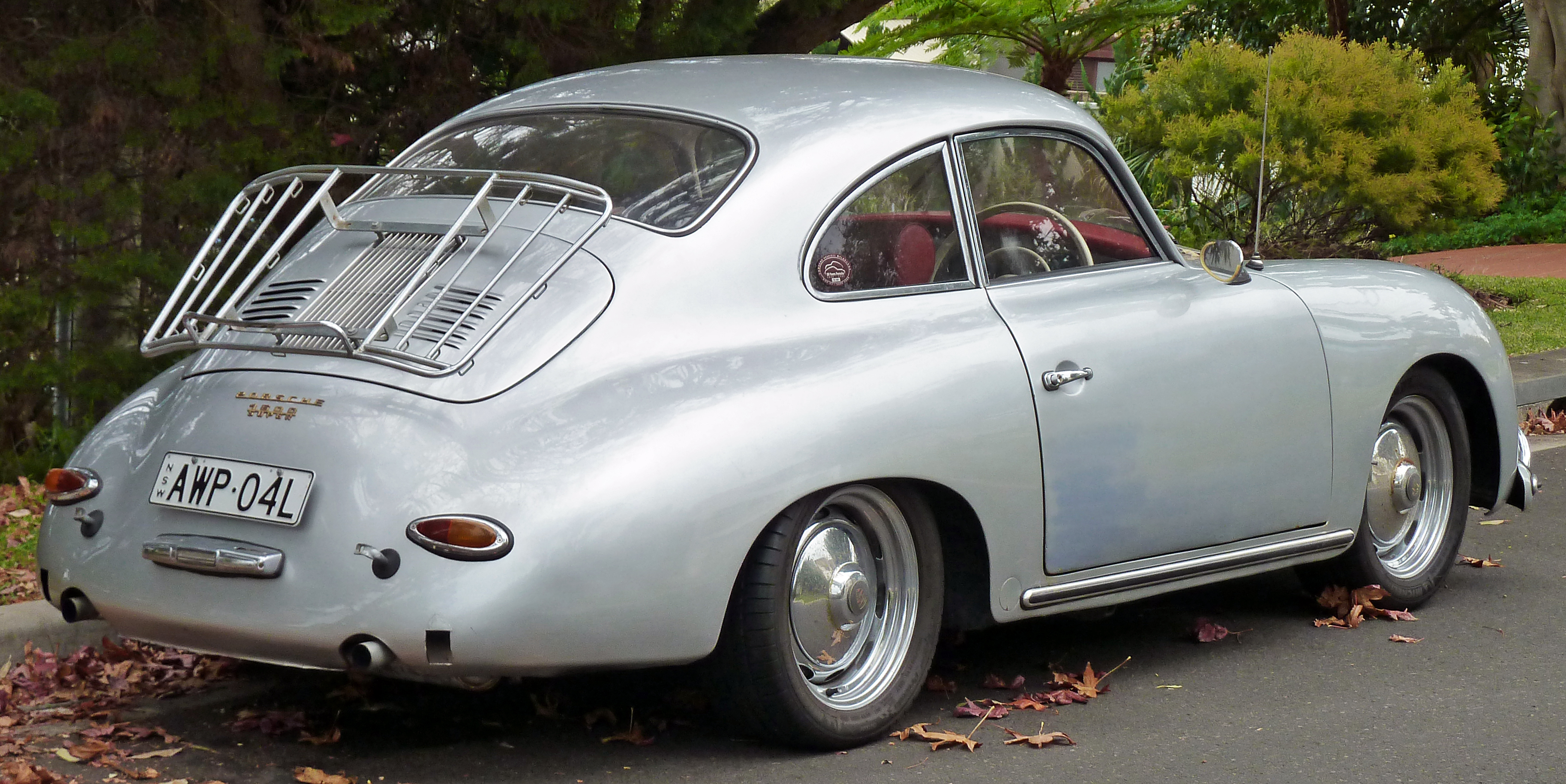
保時捷356亦是經典之一

斜背車或溜背車（英語：fastback）乃指一種汽車之車體風格，其車背線條不斷地下降、延伸至車尾。「fastback」這個字亦常被使用於車名中，無論是雙門轎跑車或四門轎車。

## 概要

### 歷史

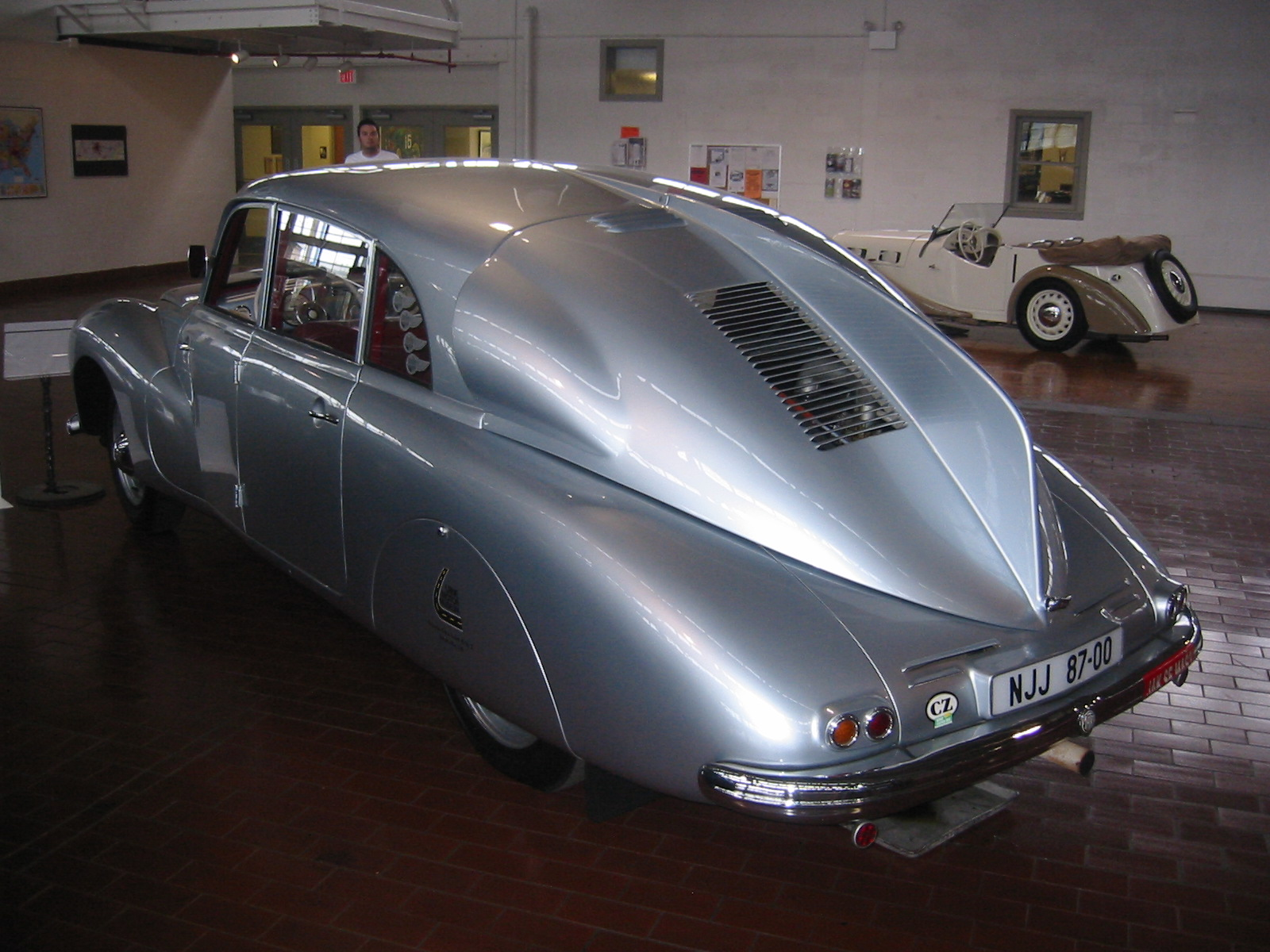
捷克斯洛伐克車廠塔特拉（Tatra）於1936年推出的T87

斜背式設計的出現最早可追溯至1930年代風行一時的水滴狀流線車身，25年後才有明確的詞彙：「fastback」，由著名的韋氏辭典（Merriam-Webster）在1954年命名，1970年正式收入該辭典裡。因此，斜背車甚至比兩廂式掀背車的定義更早出現。

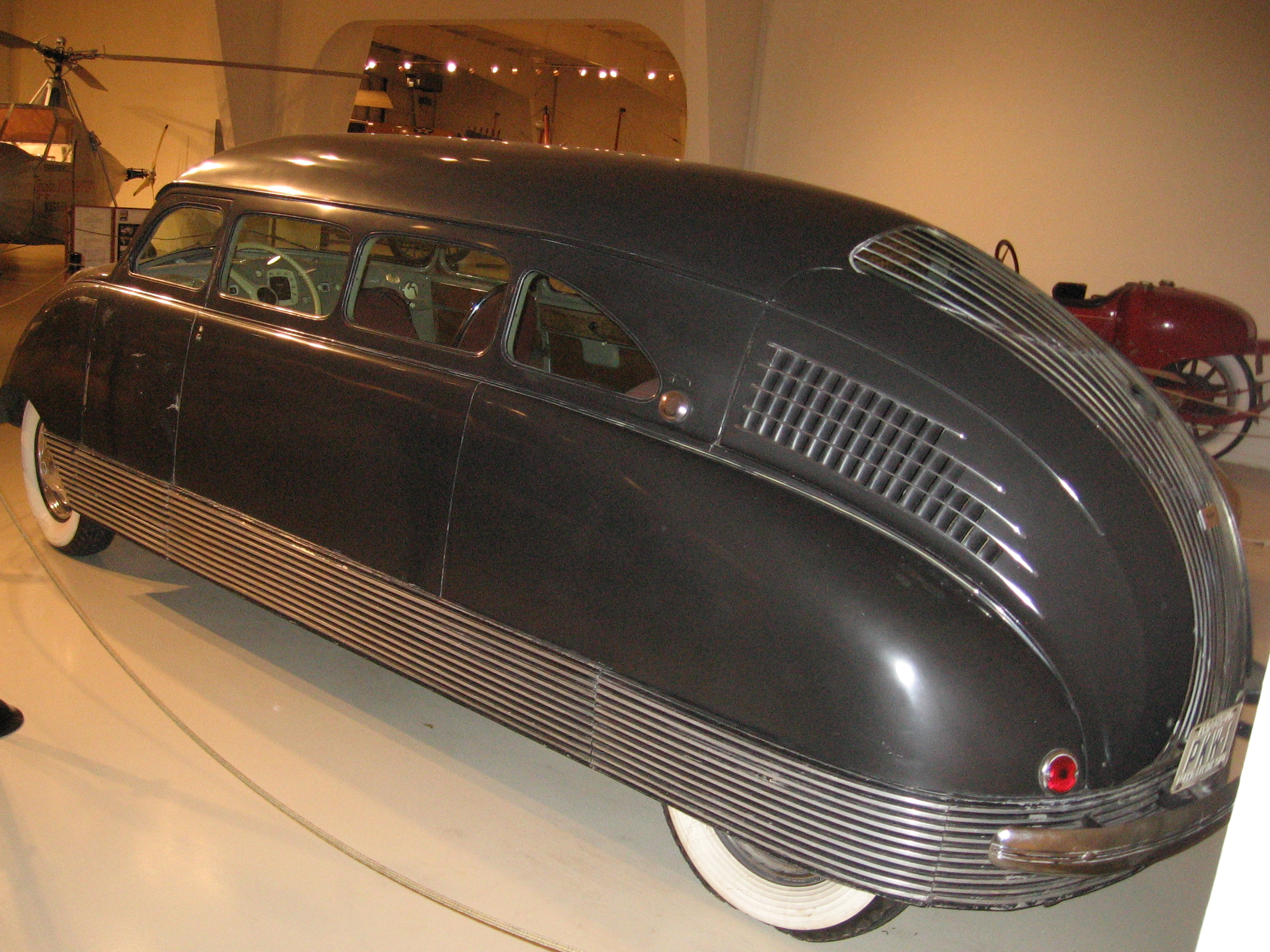
1935年美國史陶特Scarab

1932年美國車廠史陶特（Stout Motor Car Company）推出的Scarab車款可謂斜背車的開山鼻祖，也有人認為這部車是全球首輛量產化的多功能休旅車（minivan）；接著1933年美國帕卡德開發的1106 Twelve Aero Sport Coupe更掀起了1940年代北美洲汽車界的斜背式旋風。而在歐洲車廠方面，代表性的則有保時捷356、布佳迪57型Atlantic、賓利Continental R-Type、紳寶92、紳寶96、史丹德Vanguard、高爾基（俄語：Горьковский Автомобильный Завод）M20 Pobeda等車款。雖然各車款的設計風格不盡相同，但車尾的斜背式設計漸趨成熟。
縱然美國車壇較為崇尚肌肉車（muscle car），但歐式斜背設計元素卻與美式肌肉車融合得非常巧妙，甚至衍生出魚雷背（torpedo back）的新風格。這種新車身風格的代表作有納許Ambassador、別克Roadmaster、哈德遜Commodore、凱迪拉克61系列和62系列等車款，現在皆已成為收藏家的經典逸品。

### 風阻之優勢
以空氣動力學而言，斜背車的車體佔了極大優勢，車尾的風阻係數很小。整體流暢的造型能使氣流在車輛尾端產生下壓力，藉以加強車輛高速行駛時的穩定。有一種名為「坎背式」（美國稱為「Kammback」，歐洲習慣稱為「Kamm tail」）乃由德國空氣動力學專家烏尼白·坎（Wunibald Kamm）提出的車身設計，亦是很接近的概念。
近代汽車的設計趨勢都將三廂式轎車的後車窗弄得更陡斜，反而模糊了斜背車與掀背車的界線。沿著車頂斜溜下來的後背延伸至後保險桿，雖然後車窗的視野受到限制，但斜背車的行李空間比傳統三廂式轎車更大。此外，以整體造型而言斜背車及掀背車並沒有太大的差別，只要將斜背車的整塊後車窗換成活動式的第五門，自然就成為掀背車，譬如左圖中的豐田Celica。但是相對於掀背車，斜背車的設計空間更有彈性。
再者，傳統的兩廂式汽車就是去除掉三廂式汽車之尾部行李廂而成，車尾比較平直、車長比較短、置物空間也比較小。而斜背車型則保留了三廂車的尺寸，卻沒有後者凸出的行李廂，所以使得兩廂、三廂的界線變得曖昧。

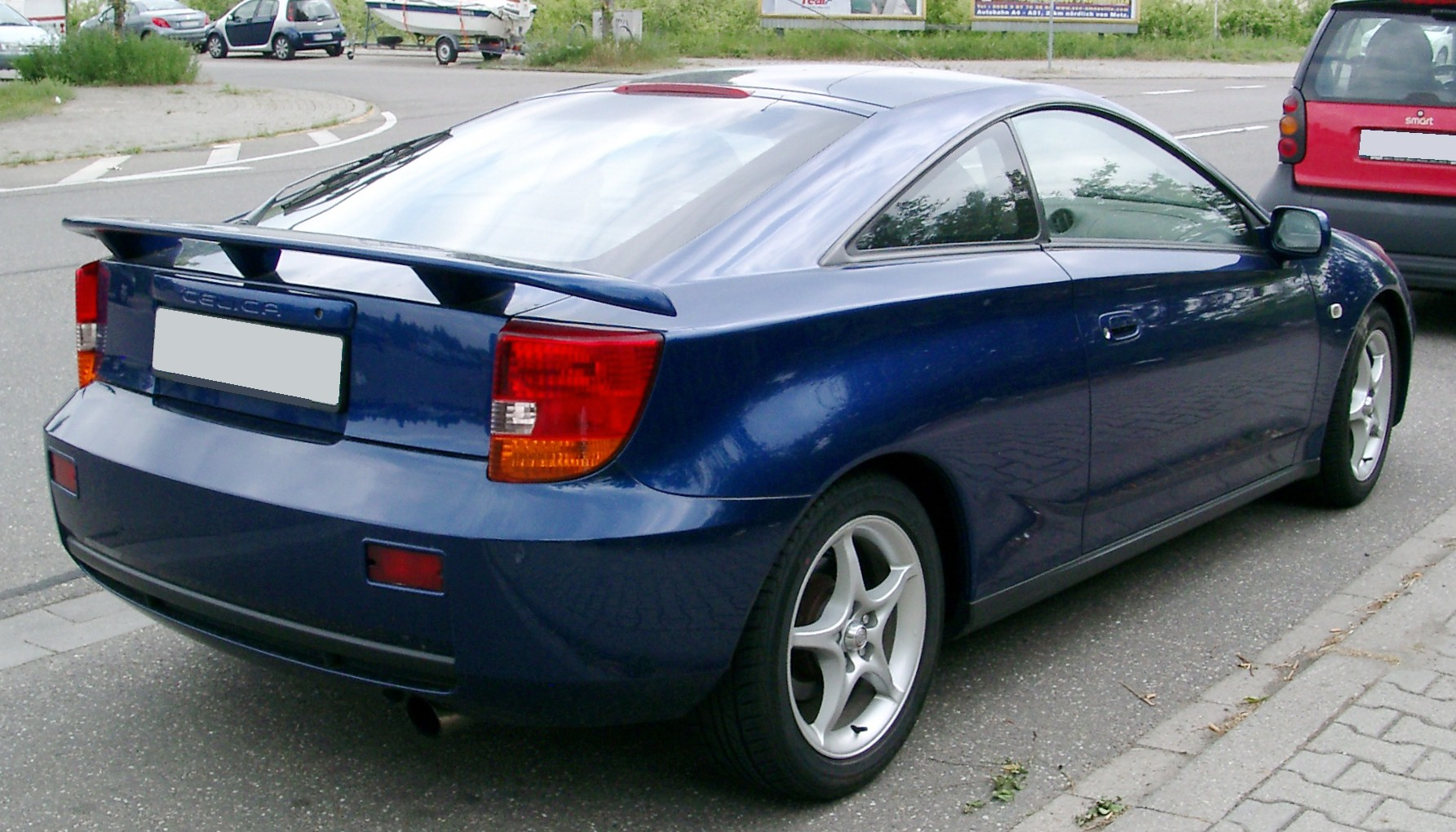
2008年款豐田Celica算是斜背車，也是掀背車
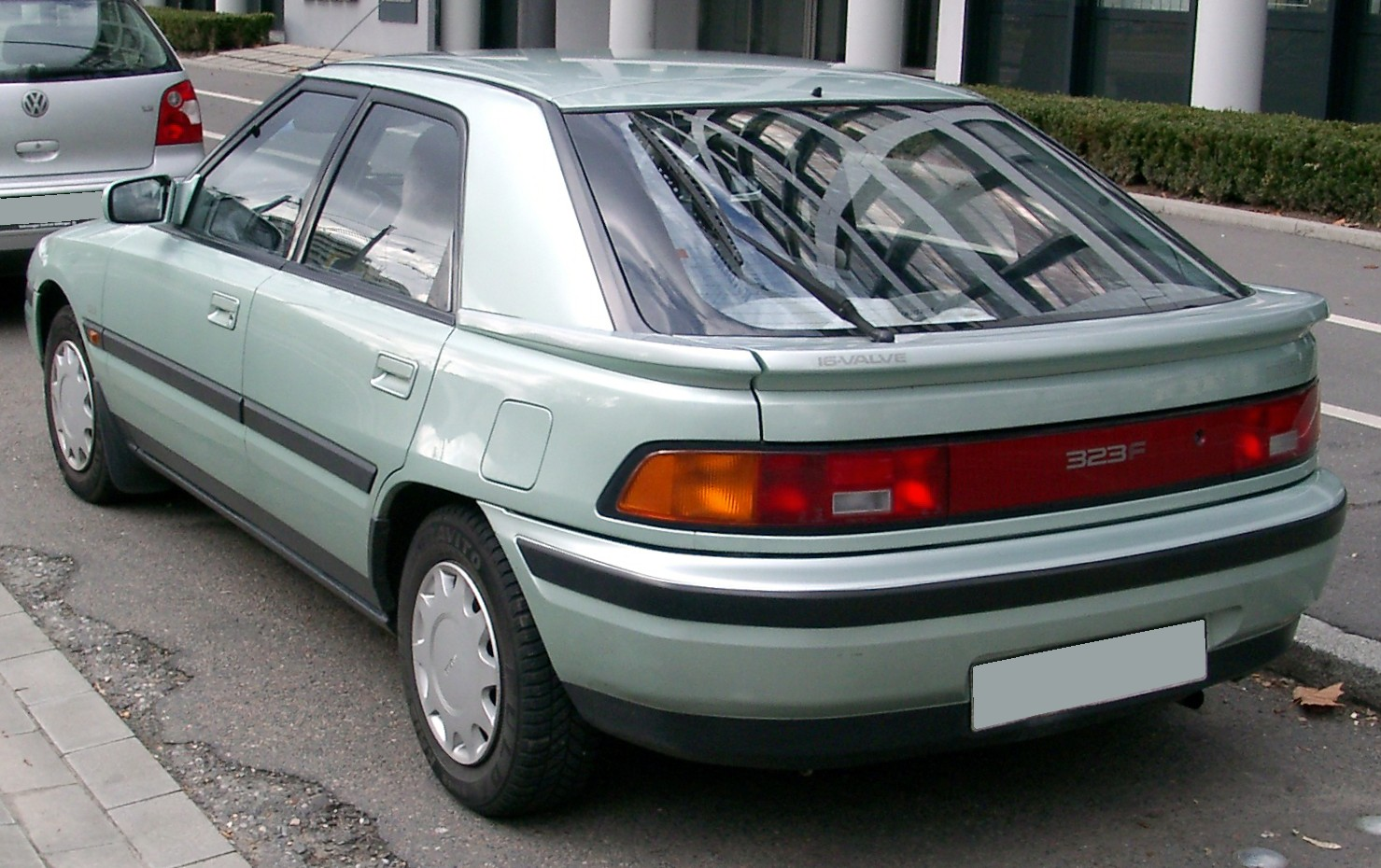
Eunos 100
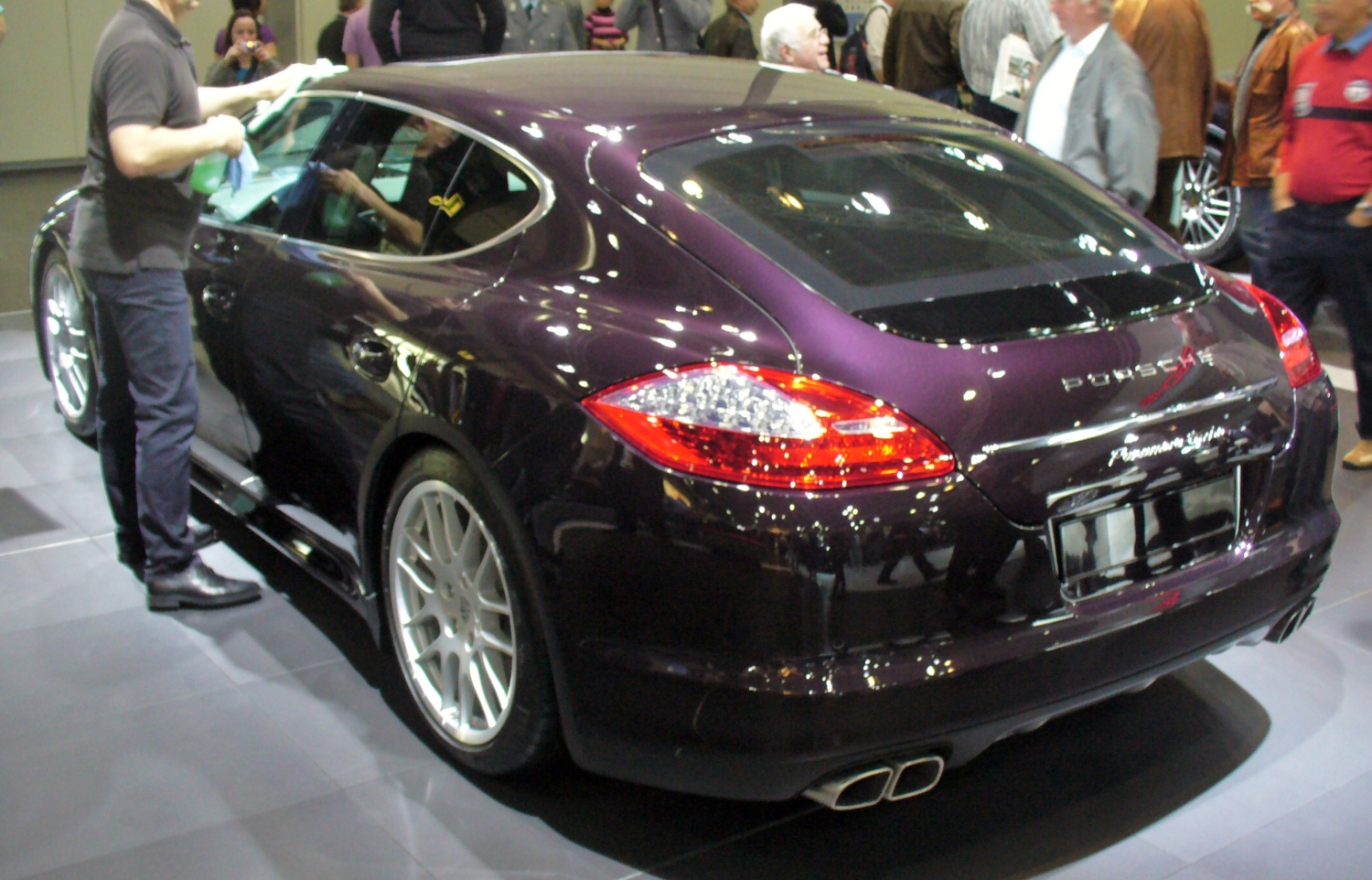
保時捷Panamera
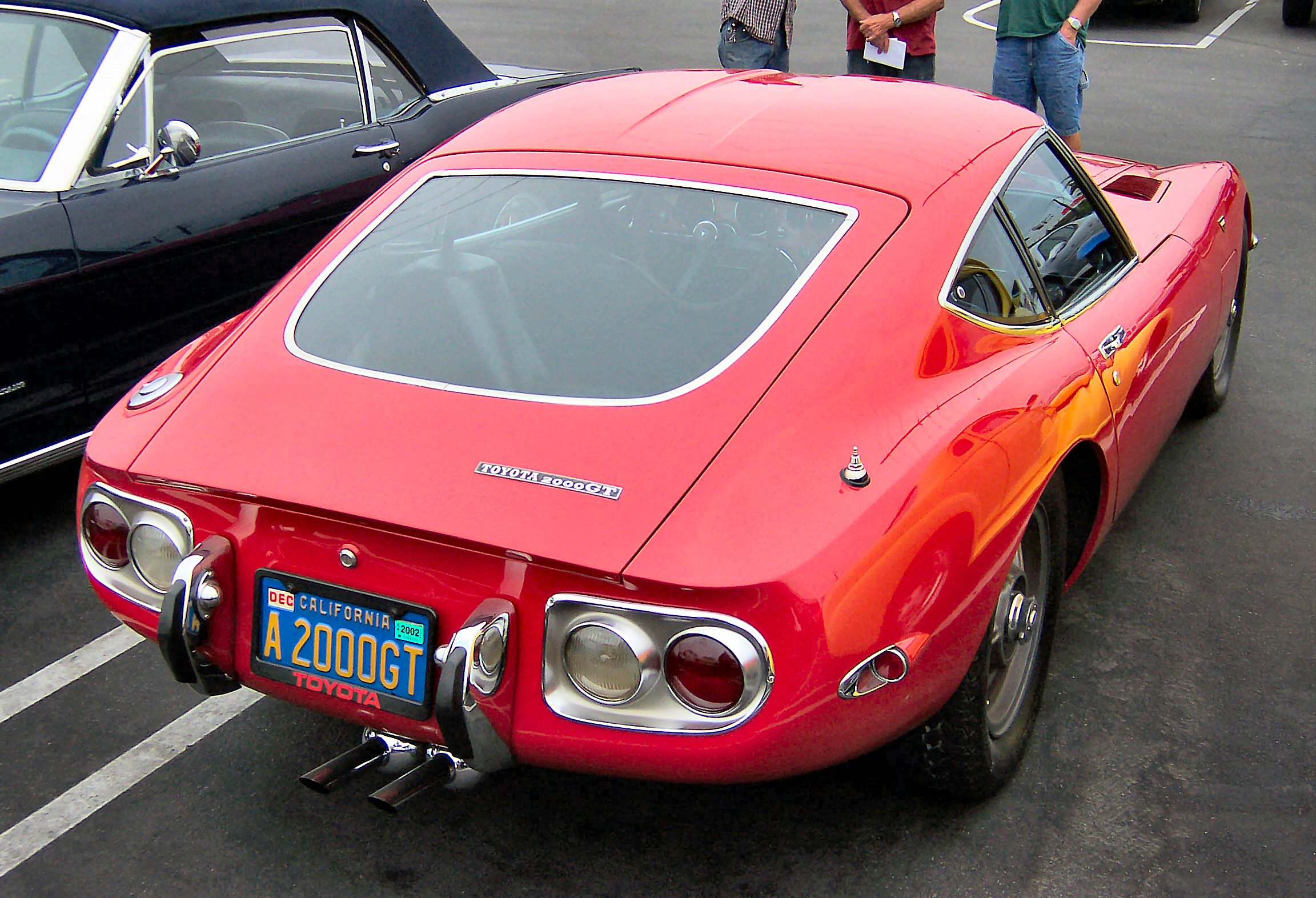
1967年豐田2000GT
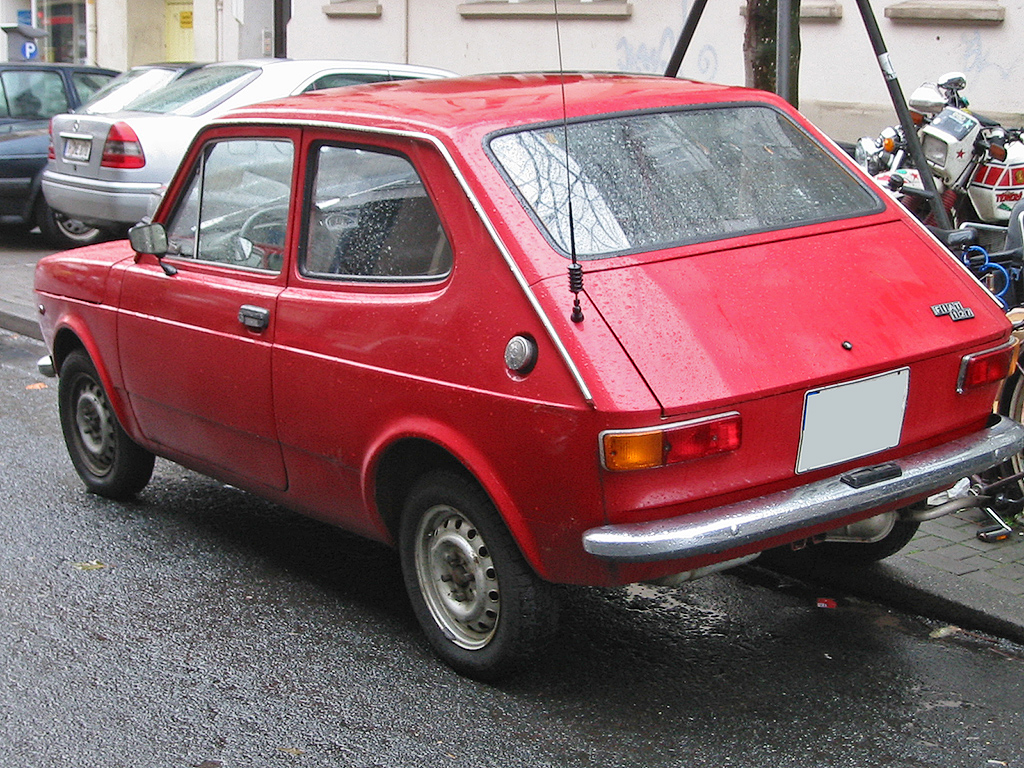
飛雅特127
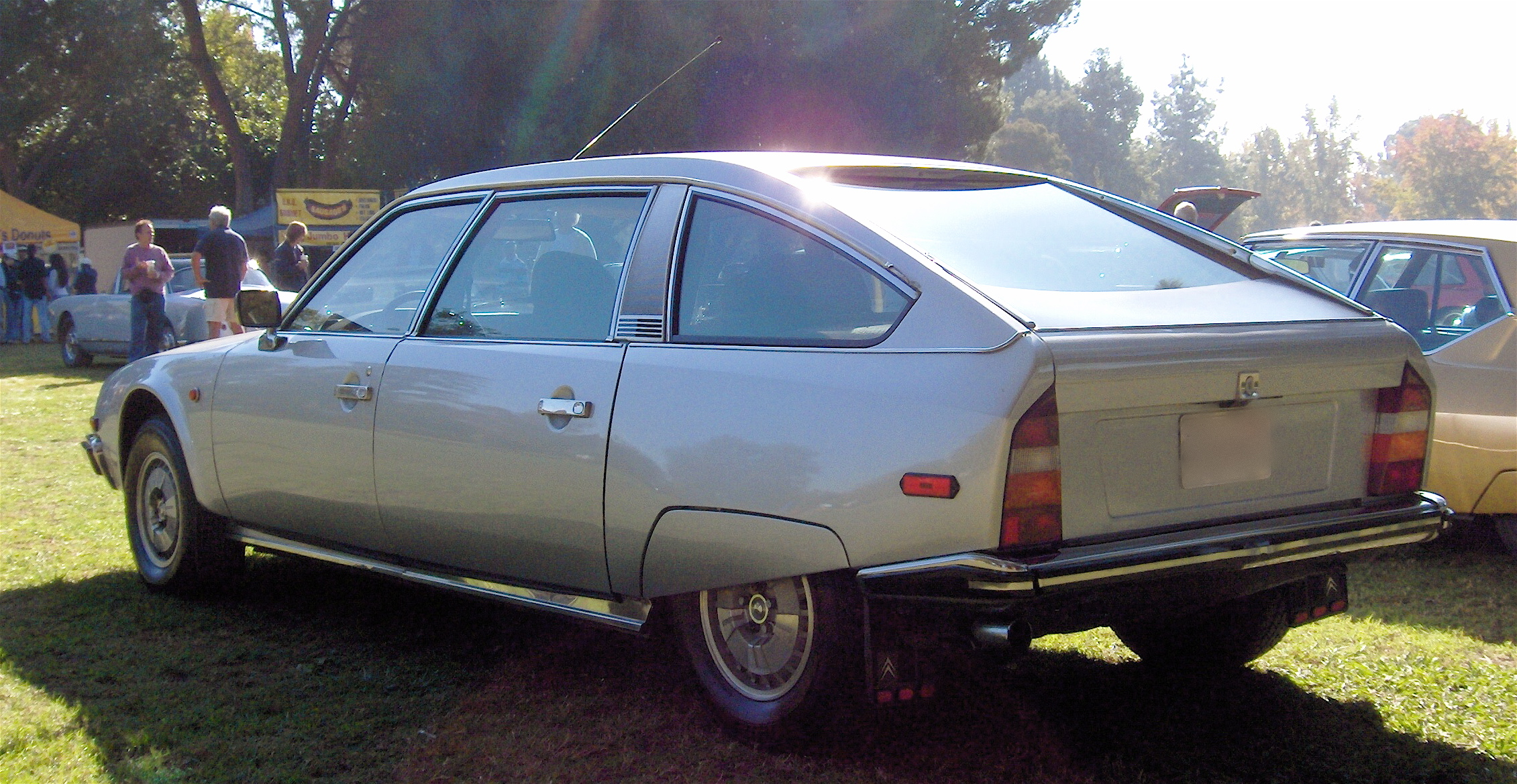
雪鐵龍CX